# Kazaczja Gubierla
Kazaczja Gubierla (ros. Казачья Губерля) – wieś (sieło) w Rosji, w obwodzie orenburskim, w rejonie gajskim. W 2010 liczyła 148 mieszkańców.